# Salvador (Madrid)
Salvador és un barri de Madrid integrat en el districte de San Blas-Canillejas. Té una superfície de 188,08 hectàrees i una població de 12.407 habitants (2009). Limita al nord amb Piovera i Palomas (Hortaleza), al sud amb Simancas, a l'est amb Canillejas i a l'oest amb Quintana, Concepción i San Pascual (Ciudad Lineal). Està delimitat al nord per l'Avinguda de América, al sud pel carrer d'Alcalá, a l'oest pel carrer General Aranaz i a l'est pel carrer Eduardo Terán. Pel barri de Salvador hi ha dues estacions de la línia 5 del metro de Madrid: Suanzes i Torre Arias.